# Fonds structurels et d'investissement européens
Les fonds structurels et d'investissement européens (FSIE) sont les cinq fonds de l'Union européenne visant à permettre aux états membres d'être solidaires tout en restant compétitifs dans l'économie mondiale. Ils agissent en profondeur sur les structures économiques et sociales des régions européennes, tout en réduisant les inégalités de développement sur l'ensemble du territoire européen.
L'enveloppe financière allouée à la politique de cohésion est répartie entre trois Fonds structurels : le Fonds européen de développement régional (FEDER), le Fonds social européen (FSE) et le Fonds de cohésion (concernant uniquement les États membres de l'Union européenne ayant le plus de difficultés économiques).

## Présentation des fonds

### Fonds européen de développement régional (FEDER)
Le FEDER, créé en 1975, a pour but d'améliorer l’attractivité des territoires en développant leur accessibilité sans perdre de vue une démarche de développement durable.
Il accompagne les mutations économiques notamment en stimulant les dépenses de recherche et développement dans les PME.
Il contribue ainsi à renforcer la cohésion économique et sociale au sein de l’Union européenne en corrigeant les déséquilibres régionaux.
Il peut financer par exemple :
- la mise en place d'une cellule de recherche et de développement au sein d’une entreprise ;
- l’informatisation et la numérisation des pièces d’un musée ;
- la réhabilitation d’un ensemble immobilier ;
- l’aménagement d’un espace naturel…

### Fonds social européen plus (FSE+)
Le FSE, créé en 1957 par le traité de Rome, soutient les actions innovantes pour faciliter l’accès à l’emploi et pour améliorer la formation des citoyens européens. Il œuvre également pour l'égalité femme/ homme.
Il soutient notamment des actions dans les domaines suivants :
- adaptation des travailleurs et des entreprises (apprentissage tout au long de la vie, conception et diffusion d’organisations du travail novatrices…) ;
- accès à l'emploi des demandeurs d'emploi, des personnes inactives, des femmes et des migrants ;
- intégration sociale des personnes défavorisées et lutte contre la discrimination sur le marché du travail ;
- renforcement du capital humain par la réforme des systèmes éducatifs et mise en réseau des établissements d’enseignement ;
- encourager les femmes à la création d'entreprises ;
- favoriser l'emploi des séniors…

### Fonds de cohésion
Le Fonds de cohésion est un instrument financier ayant pour but de renforcer la cohésion économique et sociale de l'Union européenne, en aidant les États membres dont le revenu national brut (RNB) par habitant est inférieur à 90 % de la moyenne communautaire. Il met l’accent sur les réseaux de transport et le développement durable.
La France n’est pas concernée par ce financement.

## Processus d’attribution des Fonds structurels en France (périodes de programmation 2007-2013 et 2014-2020)

### À l'échelle de la Commission européenne
Tout d’abord, les propositions de la Commission européenne émises en vue de la prochaine période de programmation font l’objet de discussions au sein des institutions de l’Union européenne. Le point de vue des gouvernements nationaux et régionaux est ensuite pris en compte.
La Commission propose des règlements pour concrétiser les propositions. Les règlements prennent force légale une fois qu’ils ont été approuvés par le Conseil de l'Union européenne, le Parlement et la Commission.
Des négociations s’engagent entre la Commission et chaque État membre pour décider de la manière dont les fonds seront répartis au niveau national (dans le cadre d’un « Programme opérationnel » ou « contrat de partenariat »).
Les états membres et leurs régions sont ensuite responsables de la mise en œuvre de leurs programmes (sélection, contrôle et évaluation).
Les Fonds sont ensuite versés en tranches et à plusieurs périodes. En contrepartie de cette aide européenne, des fonds nationaux, régionaux ou locaux des États membres sont versés, dans le cadre d’un cofinancement.

### À l'échelle des États membres
Chaque État membre de l'Union européenne reçoit une enveloppe budgétaire au titre de chaque fonds structurel. L’État membre décide de la répartition de cette enveloppe en concertation avec les régions. Chaque état ou région dispose de services chargés de gérer l'attribution des fonds. 
Les porteurs de projet (collectivités, entreprises privées, associations) présentent leur demande d'aide européenne auprès des autorités de gestion compétentes au niveau régional par l’intermédiaire du Secrétariat général pour les affaires régionales (SGAR), rattaché à une préfecture de région (sauf en Alsace, où les fonds sont gérés directement par le conseil régional).
Les dossiers éligibles au titre des fonds structurels européens (trois objectifs sur la période 2007-2013 : objectif de convergence, objectif de compétitivité régionale et emploi, objectif de coopération territoriale européenne) sont proposés en comité de programmation qui se réunit de façon régulière afin de sélectionner les projets qui obtiendront une aide des fonds structurels.

## Programmation 2014-2020
Une concertation nationale sur les Fonds européens en 2014-2020 a eu lieu en 2013 et a débouché sur un accord de partenariat entre la France et l'Union européenne le 8 août 2014.
Cette période de programmation s'inscrit dans la stratégie Europe 2020 de l'Union Européenne. Le règlement du Parlement européen et du Conseil 1303/2013 du 17 décembre 2013, dit « règlement cadre » fixe les dispositions communes aux différents fonds. Un cadre stratégique commun (CSC), annexé au règlement cadre, en définit les grandes orientations stratégiques. 

### France
En France, le Commissariat général à l'égalité des territoires est l'autorité de coordination des fonds structurels d'investissement. 
Près de 28 milliards d'euros sont alloués à la France au titre des fonds européens structurels d'investissement entre 2014 et 2020.
La commission interministérielle de coordination des contrôles (CICC) est l'autorité d'audit française des fonds structurels et de plusieurs autres programmes européens.

### Pologne
La Pologne perçoit une enveloppe de 86,1 milliards d’euros pour la période 2014-2020, faisant d'elle le pays qui a reçu l'aide financière la plus importante.